# Gemár repülőtér
A Gemár repülőtér (IATA: ELU, ICAO: DAUO) Algéria egyik nemzetközi repülőtere, amely El Oued közelében található. 

## Futópályák
A repülőtér futópályái:
- 13/31
- 02/20

## Légitársaságok és úticélok
| Légitársaság     | Célállomások                      |
| ---------------- | --------------------------------- |
| Air Algérie      | Algiers, Párizs–Charles de Gaulle |
| Tassili Airlines | Algiers, Annaba                   |

## Forgalom
Az utasforgalom az elmúlt években az alábbi módon változott: